# Rosna
Rosna ist ein Teilort der Stadt Mengen im Landkreis Sigmaringen (Baden-Württemberg) mit 274 Einwohnern (Stand: 20. Dezember 2010).

## Geographische Lage
Das Dorf Rosna liegt am linken Rand des Ostrachtals, im Übergangsbereich von einem in kleine Seitentälchen geteilten Höhenrücken, auf eine Höhe von 585 m ü. NN zur Talaue der rund 600 Meter östlich des Rosnaer Ortskerns von Richtung Süd in Richtung fließenden Ostrach. Die Gemarkungsfläche umfasst rund 349 Hektar (Stand: 23. Dezember 2010).

## Geschichte
In der Nähe von Rosna befinden sich hallstattzeitliche Grabhügel aus der Zeit um das 8. bis 5. vorchristliche Jahrhundert.
Rosna selbst fand erstmals um 1209 (bis spätestens um 1220) im Zusammenhang mit dem hier sesshaften Rittergeschlecht der fratres de Rosinŏwe (Herren von Rosna) in einem Verzeichnis entfremdeter Güter, Vogteien und Leute Erwähnung, das sich unter den Urkunden des Klosters Weißenau befindet. Die Urkunde wurde ohne Orts- und Zeitangabe verfasst, bezieht sich aber laut Historiker nicht auf dem Kloster entfremdete Güter, sondern auf staufische Besitzungen aus der gräflich Pfullendorfer Erbschaft, welche die Könige Philipp, Otto IV. und Friedrich II. veräußert hatten. Die erste Erwähnung erfuhr der Ort, als die Weiler Stadelhofen und Sahlenbach sowie zwei Wälder bei der Stadt Pfullendorf, die insgesamt 20 Pfund erbrachten, veräußert wurden und sich nunmehr im Besitz der Herren von Rosna befanden. Dieser undatierte Verkauf wird daher nicht vor 1209 (rex Philippus bone memorie; 1208 starb Philipp) stattgefunden haben, eher aber in einem der folgenden Jahre bis zum Tod Otto IV. im Jahre 1218 und Friedrichs Verlassen von Deutschland 1220.
Der im 13. und 14. Jahrhundert bezeugte Ortsadel hatte seinen Sitz auf der heute abgegangene Burg Rosna, die schon im Jahr 1373 als Burgstall bezeichnet wurde. Dieselbe Urkunde dokumentiert die seit 1373 bestehende Zugehörigkeit zur Klosterherrschaft Habsthal. Außerdem waren das Kloster Salem und Stift Buchau in Rosna begütert.
Durch den Dreißigjährigen Krieg (1618–1648), der Schlacht bei Ostrach am 21. März 1799 des Deutsch-Französischen Krieges und der beiden Weltkriege entstanden immer wieder schwerwiegende Zäsuren in der Entwicklung von Rosna.
Durch napoleonische Mediatisierung und Säkularisation fiel der Ort 1806 an Hohenzollern-Sigmaringen. Rosna gehörte fortan zum hohenzollerischen (ab 1850 preußischen) Oberamt Sigmaringen. Das 1925 in den Landkreis Sigmaringen überging.
Die bis dahin selbstständige Gemeinde Rosna wurde im Zuge der Gebietsreform in Baden-Württemberg am 1. Januar 1975 in die Stadt Mengen eingemeindet.

## Religionen

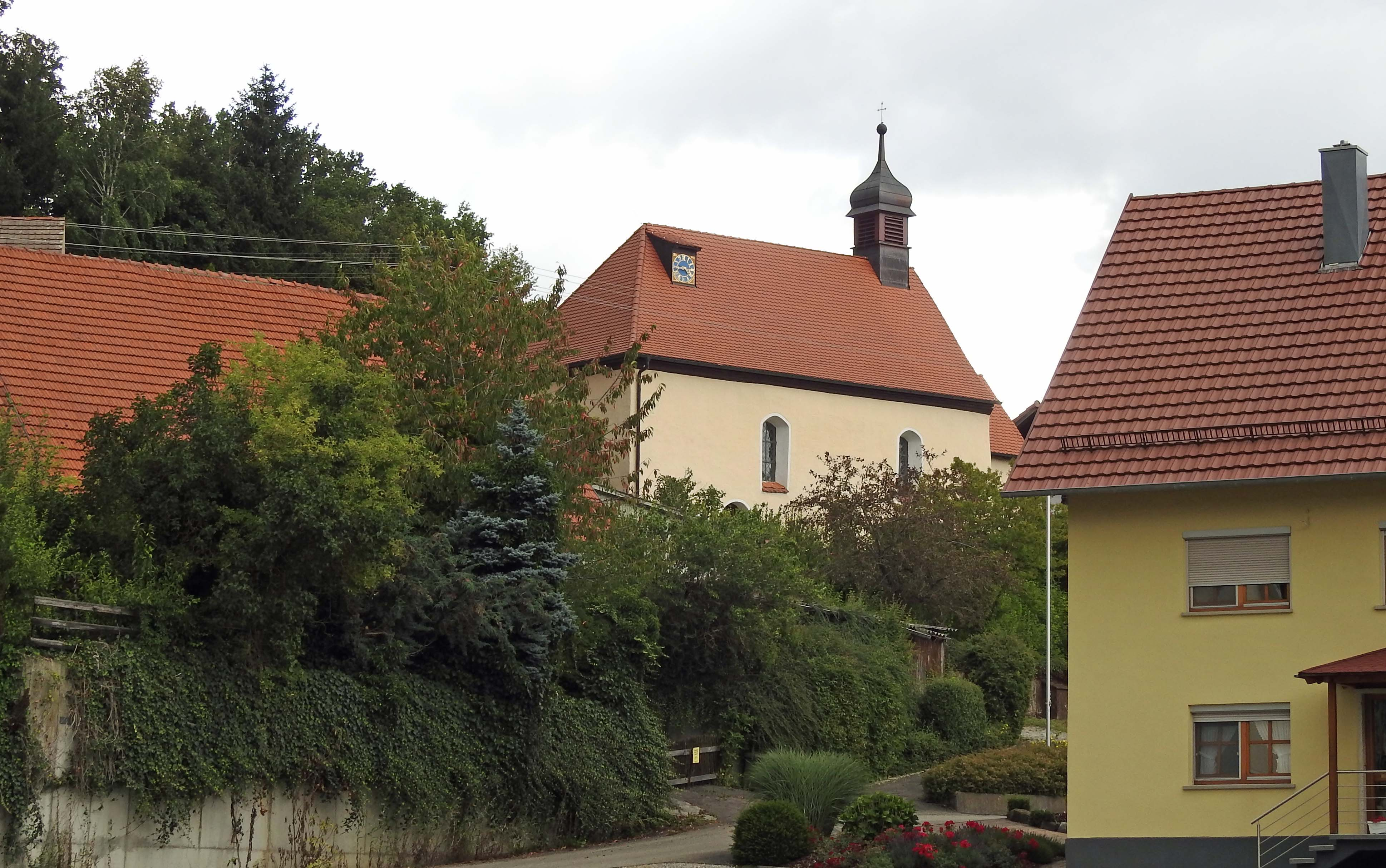
Kirche St. Michael in Rosna

Für Rosna wurde 1275 die eigenständige Pfarrei Talheim oder Rosna ersterwähnt. 1432 kam es zur Inkorporation durch das Kloster Habsthal. Seit Errichtung der Pfarrei Habsthal 1825 war sie deren Filial; heute ist die Pfarrgemeinde Habsthal-Rosna Teil der röm.-kath. Kirchengemeinde Ostrachtal. Für die evangelischen Bewohner ist die Evangelische Kirchengemeinde Mengen zuständig.

## Wappen
Blasonierung: In Gold ein stehender schwarzer Widder, oben links eine fünfblättrige schwarze Rose.
Der Widder ist Wappentier der Herren von Rosna, des ausgestorbenen Ortsadels. Diese waren ein Zweig der Ritter von Ramsberg und nannten sich nach Rosna.

## Kultur und Sehenswürdigkeiten

### Bauwerke
- Die Kirche Sankt Michael in Rosna wird urkundlich 1321 genannt. Sie stammt aber wohl aus dem 12. Jahrhundert und war ursprünglich (wohl bis 1680) dem Heiligen Petrus geweiht. Die Kirche war bis zu ihrer Inkorporation in das Kloster Habstahl eine Pfarrkirche, danach Kapelle. Im Jahr 2012 wurde sie wieder zur Pfarrkirche – nunmehr der Pfarrei Habsthal-Rosna – bestimmt; zuvor war die Klosterkirche St. Stephan in Habsthal gleichzeitig die Pfarrkirche. Sie zeigt sich heute restauriert.[2]
- Oberhalb von Rosna befindet sich die unter der Stifterfamilie Josef und Erna Kugler gebaute Bruder-Klaus-Kapelle. Die Kapelle mit dem Gnadenbild der dreimal wunderbaren Mutter, Königin und Siegerin von Schönstatt, und einer aufgesetzten Glocke auf dem mit Biberschwänzen gedeckten Kapellendach ist dem heiligen Nikolaus von Flüe, auch „Bruder Klaus“ genannt, als Fürsprecher gewidmet.
- Der Burgstall Rosna ist eine hochmittelalterliche Anlage bei Rosna.

### Regelmäßige Veranstaltungen
- Rosnaer Sommerfest der Weithartmusikanten

## Verkehr
Rosna liegt an der Kreisstraße 8240.

## Anmerkung
1. ↑  Gemarkungsfläche 3.486.242 m²